# Jagad (TV-serie, 2025)
Jagad är en kommande svensk realityserie med premiär planerad på Max och Kanal 5 våren 2025.

## Upplägg
Programmet går ut på att fem par ska hålla sig gömda i Sverige under 10 dagar. De som jagar rymmarna är programledare Robert Aschberg som till sin hjälp har 12 professionella utredare.

## Medverkande (i urval)
- Robert Aschberg - programledare
- Samir Badran och Viktor Frisk
- Anja Pärson och Filippa Rådin
- Glenn Hysén och Hasse Brontén
- Maria Montazami och Sara Montazami